# Cocainorso
Cocainorso (Cocaine Bear) è un film del 2023 diretto da Elizabeth Banks.
La pellicola si basa sulle vicende realmente accadute nel 1985, quando in Georgia un orso nero morì di overdose dopo aver ingerito ingenti quantità di cocaina, ma senza attaccare né uccidere nessuno, al contrario di ciò che narra la leggenda metropolitana che ne nacque in seguito; l'orso venne poi soprannominato Pablo Eskobear.

## Trama
Nel 1985 il trafficante di droga Andrew C. Thornton II lancia dal suo aereo la gran parte del carico di cocaina che trasporta. Tenta di paracadutarsi con un borsone pieno di droga, ma perde i sensi sbattendo la testa sullo stipite della porta, precipita e muore. Il suo corpo atterra a Knoxville, nel Tennessee, dove viene identificato da Bob, un detective locale, che conclude che la cocaina probabilmente è di proprietà del boss della droga di St. Louis Syd White, ritenendo dispersa parte del carico. Nel frattempo, nella foresta nazionale di Chattahoochee-Oconee, un orso nero americano mangia parte della cocaina, diventando molto aggressivo e attaccando due escursionisti, Elsa e Olaf, uccidendo la prima.
Nel nord-est della Georgia, la studentessa delle medie Dee Dee vive con sua madre, l'infermiera Sari. Dee Dee salta la scuola con il suo migliore amico Henry per andare a dipingere un quadro delle cascate nella foresta. Sul sentiero verso le cascate, i due trovano un panetto di cocaina smarrito e ne ingeriscono un po' prima di essere attaccati dall'orso. Scoperta l'assenza della figlia, Sari si avventura nella foresta per cercare i bambini, accompagnata dalla guardia forestale Liz e da Peter, un attivista per la fauna selvatica. I tre trovano Henry, che si nasconde dall'orso aggrappandosi a un albero. L'orso attacca, facendo cascare Peter in un mucchio di cocaina e colpendo Liz. Attratto da un Peter ricoperto di cocaina, l'orso lo uccide, ignorando Henry. Sari e Henry fuggono nella foresta, mentre Liz chiede aiuto.
A St. Louis, Syd manda il suo faccendiere Daveed a recuperare la cocaina rimasta. Daveed si reca in Georgia con Eddie, il figlio di Syd, depresso in seguito alla morte della moglie. Alla stazione forestale, Daveed litiga con la banda dei Duchamps, tre delinquenti che causano guai nella foresta. Dopo che Daveed li ha picchiati, uno dei membri, Stache, accetta di portare Daveed ed Eddie a recuperare parte della cocaina che hanno nascosto in un gazebo. Liz torna alla stazione, inseguita dall'orso, uccidendo accidentalmente Ponytail, uno dei Duchamps, prima che l'orso uccida Vest, l'altro delinquente. I paramedici Beth e Tom arrivano e soccorrono Liz, venendo però attaccati dall'orso; fuggono in ambulanza, ma l'orso li insegue e salta nel veicolo. Tom viene ucciso dall'orso, mentre Liz cade dall'ambulanza per strada e muore; Beth perde il controllo dell'ambulanza che si schianta contro un albero.
Daveed e Eddie giungono al gazebo, ma vi trovano Bob, che ha trovato il borsone di cocaina nascosto dai Duchamps. Quando appare l'orso, Bob lo distrae con il sacchetto di coca, facendolo allontanare. Bob viene però improvvisamente colpito a morte da Syd, sotto pressione da parte dei suoi superiori per recuperare la cocaina. Nel frattempo Sari e Henry scoprono che Dee Dee ha lasciato loro una scia di vernice, che li aiuta a rintracciarla; i due trovano Olaf, che li conduce al nascondiglio di Dee Dee, nella grotta dell'orso. Olaf se ne va e viene ucciso dall'orso, mentre Syd, Eddie e Daveed trovano la grotta che conduce a una sporgenza dietro le cascate. Quando l'orso torna alla grotta, Sari, Henry e Dee Dee saltano nell'acqua sottostante, seguiti da Eddie e Daveed, decisi a lasciare il business della droga. Tutti si salvano, ma Syd si rifiuta di lasciare il sacchetto di cocaina trovato nella grotta: spara e ferisce non mortalmente l'orso, il quale si riprende e sventra Syd, aiutato dai suoi cuccioli. Più tardi, Stache fa l'autostop a New York con un borsone di cocaina, mentre Eddie, accompagnato da Daveed e dal cane di Bob, si riunisce con suo figlio.

## Produzione
Nel dicembre 2019 il film, prodotto da Phil Lord e Christopher Miller, avrebbe dovuto essere diretto da Matt Bettinelli-Olpin e Tyler Gillett, su una spec script di Jimmy Warden. Nel marzo 2021 la Universal Pictures annuncia l'avvio del progetto, ma con alla regia Elizabeth Banks.
Le riprese del film, iniziate il 20 agosto 2021, si sono svolte interamente a Wicklow (Irlanda) e sono terminate il 17 ottobre 2021.
Il budget del film è stato di circa 30 milioni di dollari.

## Colonna sonora
Inizialmente, nel febbraio 2022, era stata scelta Natalie Holt per comporre la colonna sonora del film, ma nel novembre dello stesso anno viene sostituita da Mark Mothersbaugh, già collaboratore della regista Banks in Pitch Perfect 2.

## Promozione
Il primo trailer del film è stato diffuso il 30 novembre 2022.

## Distribuzione
Il film è stato distribuito nelle sale cinematografiche statunitensi a partire dal 24 febbraio 2023, mentre in quelle italiane dal 20 aprile dello stesso anno.

## Accoglienza

### Incassi
Il film ha incassato 64,3 milioni di dollari nel Nord America e 23,2 nel resto del mondo, per un totale di 87,6 milioni di dollari.

### Critica
Sull'aggregatore Rotten Tomatoes il film riceve il 66% delle recensioni professionali positive con un voto medio di 6,1 su 10 basato su 319 critiche, mentre su Metacritic ottiene un punteggio di 54 su 100 basato su 58 critiche.

## Riconoscimenti
- 2023 - MTV Movie & TV Awards[13]
  - Candidatura per il miglior cattivo all'orso
  - Candidatura per la performance più terrorizzante a Jesse Tyler Ferguson
- 2024 - People's Choice Awards[14]
  - Candidatura al miglior film commedia